# Sarcotragus coreanus
Sarcotragus coreanus är en svampdjursart som först beskrevs av Thomas Robertson Sim och Lee 2002.  Sarcotragus coreanus ingår i släktet Sarcotragus och familjen Irciniidae.
Artens utbredningsområde är havet utanför Sydkorea. Inga underarter finns listade i Catalogue of Life.